# Lijst van voetbalclubs in Aruba
Dit is een lijst van Arubaanse voetbalclubs.

## Lijst
- SV Aparicio Stars
- SV Arikok
- SV Arsenal
- SV Aruba Juniors (1932, Oranjestad)
- SV Atlantico Deportivo
- SV CD Ayo

- SV Bolivar
- SV Brazil Juniors
- SV Britannia
- SV Bubali (1943, Bubali)
- SV Caiquetio

- SV Dakota
- SV Deportivo Nacional

- SV El Narino
- SV Estrella
- SV Estudiantes
- SV Fear Angels  (vrouwen)
- SV Guiana
- SV Hollandia (oudste club)
- SV Independiente Caravel (1939, Angochi)
- SV Independiente Hooiberg

- SV Jong Aruba
- SV Jong Bonaire
- SV Juventud Millonarios
- SV Juventud Tanki Leendert
- SV La Fama (1927, Savaneta)

- Lago Club (1941, Seroe Colorado)
- SV Lago Heights
- Oranje Sport Club
- SV Paramount
- Politie Ontspanningsvereniging Aruba
- SV Racing Club Aruba (1934, Solito)
- SV Real Koyari
- SV Riverplate
- SV CD Rooi Afo

- SV San Luis Deportivo
- FC San Nicolas
- SV San Nicolas Juniors
- SV Savaneta Stars
- SV Sportboys
- SV Sporting

- SV The Rose (vrouwen)
- Torpedo Club
- SV Trappers (1930, Oranjestad)
- Tropical Sport Club
- SV Trupial
- SV Undesa
- SV Unidos (San Nicolas)
- SV Union
- SV Unistars
- SV Universal
- SV Volharding
- SV Vulcania